# Inu-ó
Inu-ó (japonsky 犬王) je japonský animovaný filmový muzikál z roku 2021, který režíroval Masaaki Juasa a produkovalo studio Science SARU. Scénář napsala Akiko Nogi, hudbu složil Jošihide Ótomo a postavy navrhl Taijó Macumoto. Předlohou pro film byl román Heike monogatari: Inu-ó no maki od Hidea Furukawy. Příběh se odehrává v Japonsku ve 14. století a vypráví o přátelství mezi neobvykle vypadajícím tanečníkem Inu-óem a slepým hudebníkem Tomonou. Navzdory diskriminaci, které kvůli svým fyzickým odlišnostem musí ve společnosti čelit, se Inu-ó a Tomona společně vydávají na cestu ke slávě. Film měl premiéru 9. září 2021 na 78. mezinárodním filmovém festivalu v Benátkách; do kin vstoupil celosvětově 28. května 2022.

## Děj
Ve 14. století, během období Muromači, vládne v Japonsku politická nestabilita. Krutá občanská válka, která se odehrála před 300 lety, známá jako válka Genpei, vedla k vyvraždění klanu Heike. Během následujících staletí, kdy bylo Japonsko stále zmítáno důsledky války, se začaly šířit legendy o přízracích příslušníků padlého klanu, které údajně proklejí každého, kdo, byť neúmyslně, zneuctí jejich památku. Navzdory chatrnému míru a hrozící mstě prastarých duchů však během období Muromači vzkvétá kultura a rodí se jedinečné formy umění, včetně hudebního dramatu nó.
Ve stejné době se narodí Inu-ó, chlapec s jedinečnými fyzickými vlastnostmi. Dospělí jsou jeho vzhledem zděšeni, a tak ho donutí skrývat svou pravou podobu pod oděvy a maskou.

## Postavy
- Inu-ó (犬王)

Dabing: Avu-čan
Titulní postava, jeden ze dvou protagonistů. Žije na okraji společnosti a skrývá svou pravou podobu pod šaty a maskou. Postava Inu-óa je založena na stejnojmenném herci nó, který ve 14. století údajně existoval. Hideo Furukawa, autor původního románu, příběh vystavěl na existujících legendách a ztvárnil Inu-óa jako umělce, který překoná společenské předsudky a stane se ikonickou osobností kulturní scény.
- Tomona (友魚)

Dabing: Mirai Morijama
Druhý z dvojice protagonistů. Slepý hudebník, který hraje na biwu, hudební nástroj tradičně využívaný k doprovázení vyprávěných příběhů. Po skončení války Genpei byl hráči na biwu často vyprávěn Příběh rodu Heike, v němž byly popisovány události konfliktu a vzdáván hold příslušníkům vymřelého rodu ve snaze utěšit jejich duchy.
- Ašikaga Jošimicu (足利義満)

Dabing: Tasuku Emoto
- Inu-óův otec (犬王の父, Inu-ó no čiči)

Dabing: Kendžiró Cuda
- Tomonův otec (友魚の父, Tomona no čiči)

Dabing: Jutaka Macušige

## Produkce
Film je adaptací románu Hidea Furukawy Heike monogatari: Inu-ó no maki z roku 2017. Režisér Masaaki Juasa popsal filmovou adaptaci jako příběh relevantní pro dnešní dobu, který vykresluje paralely mezi minulostí a současností, a jako příběh, který se ptá, zda je lepší „podřídit se osudu a módě na cestě za slávou, nebo se vzdát odměny a žít podle vlastního přesvědčení.“

## Vydání
Světová premiéra filmu Inu-ó se odehrála 9. září 2021 na Mezinárodním filmovém festivalu v Benátkách. Byl prvním japonským kresleným animovaným filmem, který se soutěže zúčastnil v kategorii Vyhlídky (Orizzonti). V Severní Americe měl premiéru 18. září 2021 na Mezinárodním filmovém festivalu v Torontu. Japonskou premiéru měl 3. listopadu 2021 na Mezinárodním filmovém festivalu v Tokiu. Do japonských kin byl uveden 28. května 2022; spoludistributory jsou společnosti Asmik Ace a Aniplex.
Film byl licencován ve Spojeném království, Irsku, Francii, Belgii, Nizozemsku a Lucembursku společností Anime Limited a v Severní Americe společností GKIDS. Mimo tyto oblasti a Asii je distribuce zprostředkovávána společností Fortissimo Films. V České republice licencován nebyl.

## Přijetí

### Kritika
Po premiéře na Mezinárodním filmovém festivalu v Benátkách obdržel film Inu-ó okamžitý pozitivní ohlas kritiky. Na agregátoru recenzí Rotten Tomatoes byl 89 % schválen na základě 9 recenzí a obdržel průměrné hodnocení 8/10. Na stránkách Metacritic, které na základě maximálně 100 recenzí od středněproudových kritiků přidělují filmům vážené průměrné hodnocení, obdržel na základě 4 recenzí průměrné hodnocení 84/100, což naznačuje „všeobecné uznání“.
William Bibbiani z periodika TheWrap poznamenal: „Inu-ó je příběh o využití umění ke sdělování pravdy mocným … Je to příběh o tom, proč některé příběhy zůstanou nevyřčeny, a o tom, proč je někteří lidé přesto vyprávějí, bez ohledu na cenu,“ a pochvalně film označil za „siréní výkřik muzikálu: rozzlobený a krásný, animovaný s vášní a velice jímavý.“ David Ehrlich píšící pro IndieWire film ohodnotil známkou B+; vyzdvihl jeho „láskyplnost k marginalizovaným a nepochopeným“ a poznamenal, že „od filmu Kanašimi no Belladonna z roku 1973 nebyla starověká historie v celovečerním animovaném filmu přetvořena tak hypnoticky psychedelickým způsobem“. Wendy Ide ze Screen Daily označila toto dílo za „jedinečné filmařské dílo“ s „originálním přístupem, který by jej měl na poli japonské animace vyčlenit.“

### Ocenění
| Rok  | Ocenění                                 | Kategorie                                                   | Dílo  | Výsledek  | Zdroje |
| ---- | --------------------------------------- | ----------------------------------------------------------- | ----- | --------- | ------ |
| 2021 | Mezinárodní festival animace v Pučchonu | Mezinárodní soutěž: Celovečerní film – Zvláštní vyznamenání | Inu-ó | vítězství | [ 21 ] |